# Craywick
Craywick är en kommun i departementet Nord i regionen Hauts-de-France i norra Frankrike. Kommunen ligger i kantonen Gravelines som tillhör arrondissementet Dunkerque. År 2022 hade Craywick 770 invånare.

## Befolkningsutveckling
Antalet invånare i kommunen Craywick
| Referens: INSEE |